# Cleator Moor
Cleator Moor är en stad och en civil parish i Cumbria i England. Orten har 6 939 invånare (2001).